# Водные объекты Чекмагушевского района
Гидрография Чекмагушевского района определяется расположением в Прибельской увалисто-волнистой равнине. Основная река района — База, она течёт через весь район от своего истока с юга на север, где за пределами района впадает в реку Белую. База разделяет территорию района на две различные по природно-географическому характеру зоны.
Другие реки района также являются частью бассейна Белой. Это приток Куваш, что впадает в Белую тоже за пределами района, системы рек Базы, Куваш и Чермасан.
База длиной в 123 км. Площадь водосбора 1590 квадратных километра. Долина реки хорошо разработана, до 2 км.
Чермасан протекает на востоке района, малозначима для района, так как протекает вдоль восточной границы района на небольшом протяжении.
Река Калмашка течёт в направлении с юго-запада на северо-восток. Длина её не превышает 42 км. В верхнем течении река Калмашка принимает в себя два притока — реки Старо-Биккинка и Рапат. Ширина русла Калмашки 2-8 м, глубина до 1,5 м.